# Диполь, Алессия Афи
Алессия Афи Диполь (итал. Alessia Afi Dipol; 1 августа 1995, Пьеве-ди-Кадоре, Венеция, Италия) — тоголезская горнолыжница итальянского происхождения, участница Олимпийских игр 2014 года. Одна из двух спортсменок от Того, впервые представлявших эту страну на зимних Олимпийских играх за всю историю их проведения.

## Биография
На Олимпийских играх в Сочи Алессия Афи Диполь и Матильда-Амиви Птижан представляли Того, первые две спортсменки от этой страны за всё время проведения Зимних олимпийских игр. Соответственно, флаг Того на церемонии открытия Игр несла Птижан, а на церемонии закрытия — Диполь.
Алессия за свою спортивную карьеру сначала представляла родную Италию, с 2012 по 2013 год выступала за сборную команду Индии, а в последнем сезоне приняла тоголезское гражданство.
Сама Алессия о выступлении за сборную Того сказала:

У моего отца есть в Того фабрика, которая специализируется на спортивной одежде. У него особое чувство к тоголезской нации, и у меня есть возможность выступать за Того, чем я горжусь. Несмотря на то, что я родилась в Италии, живу и тренируюсь в Италии, теперь я всегда буду вместе с Того, которая — как новая семья, принявшая меня.
Оригинальный текст (англ.)My father has a factory in Togo that specialises in sports clothes. He has a feeling for the nation, and I have an opportunity to run for Togo, and I am proud of this. Even though I was born in Italy and I live and train in Italy, now I will always stay with Togo, which is like a new family that has adopted me.

В спортивной программе Алессия выступала в слаломе (не финишировала) и гигантском слаломе (итоговая позиция — 55, с общим временем 3 минуты 2,80 секунды).